# Gynaecoserica latesquamosa
Gynaecoserica latesquamosa är en skalbaggsart som beskrevs av Frey 1975. Gynaecoserica latesquamosa ingår i släktet Gynaecoserica och familjen Melolonthidae. Inga underarter finns listade i Catalogue of Life.